# 漫画図書館
漫画図書館（まんがとしょかん）とは、漫画専門の図書館のことである。
有名なものとして広島市まんが図書館、京都国際マンガミュージアム、現代マンガ図書館がある。明治大学は、東京国際マンガ図書館を準備中。漫画図書館自体は専門図書館に入るが、図書館法上は公立図書館・私立専門図書館両方含まれる。なお、漫画喫茶は図書館法上の施設ではないため漫画図書館には含まれない。